# Anton Lissner
Anton Raimund Lissner (* 21. August 1885 in Schönau, Königreich Böhmen; † 6. Februar 1970 in Freiberg) war ein deutscher Chemiker und Techniker.

## Leben

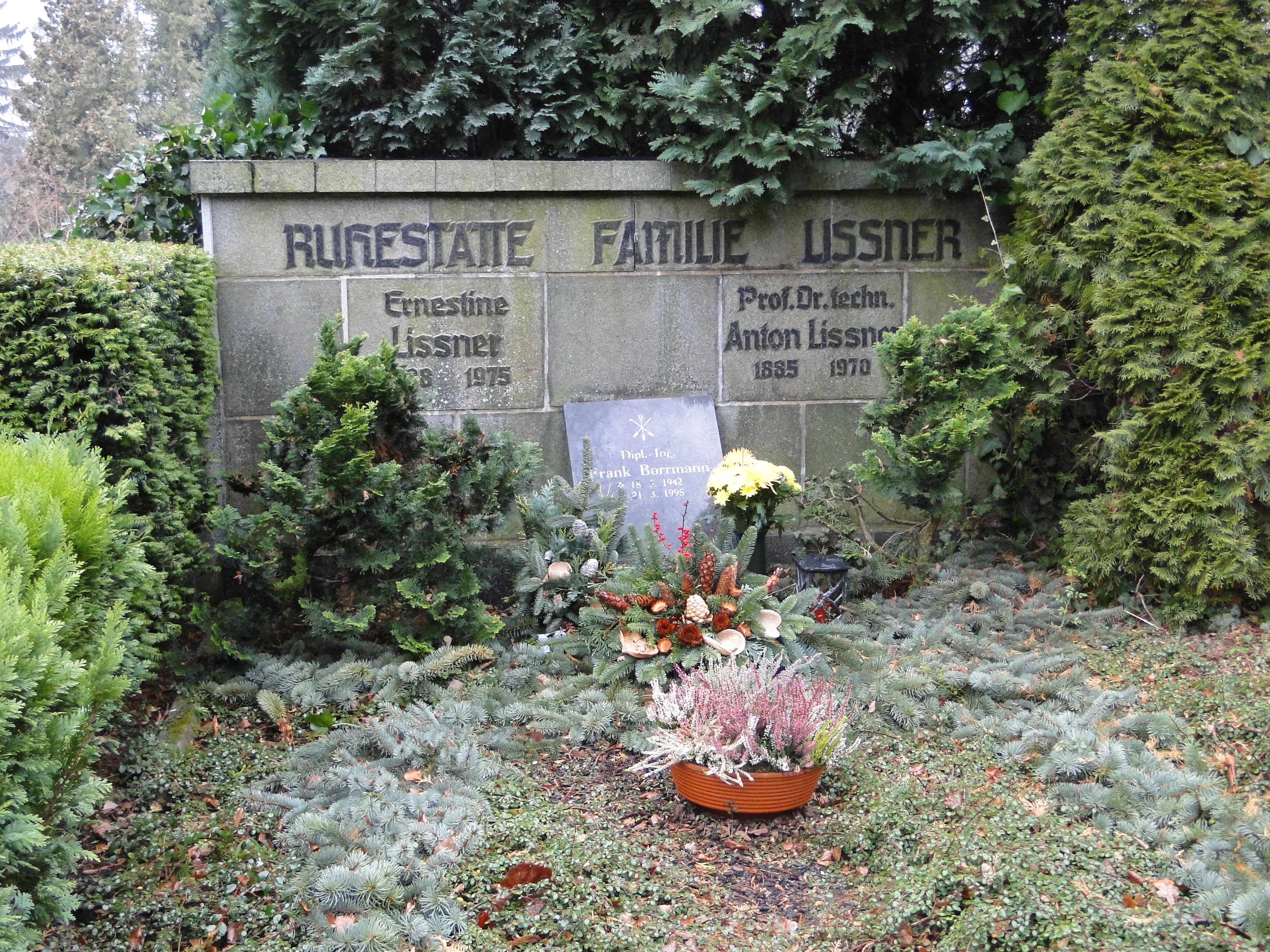
Anton Lissners Grab in Freiberg

Anton Lissner studierte in den Jahren 1904 bis 1908 Chemie an der Technischen Universität in Prag. Von 1908 bis 1910 war er Assistent der Sektion „Chemische Technologie“ und promovierte 1910 mit der Arbeit Die chemische Charakteristik der Hangendgesteine von Braun- und Steinkohlen.
Von 1910 bis 1920 war Lissner Leiter des chemischen Labors in der Gießerei und Maschinenfabrik Ignaz Storek in Brünn. Im Jahr 1913 habilitierte er sich und wurde 1920 zum Professor für Chemische Technologie an der Deutschen Technischen Hochschule Brünn berufen.
Lissner war Mitglied der SdP, er trat dann der NSDAP (Mitgliedsnummer 7.210.927) und dem NS-Dozentenbund bei. Von 1942 bis 1945 lehrte er an der Prager Deutschen Technischen Hochschule. In den Jahren 1945 bis 1955 war er Professor für anorganische Chemie an der Bergakademie Freiberg. Er entwickelte zunächst Seife, sein wissenschaftliches Streben galt jedoch der Veredelung minderwertiger salzhaltiger Braunkohle. Seit 1957 war er korrespondierendes und seit 1964 ordentliches Mitglied der Deutschen Akademie der Wissenschaften zu Berlin.
Im Jahre 1956 wurde er als Gründungsdirektor des Deutschen Brennstoffinstitutes berufen, welches er gemeinsam mit Erich Rammler bis 1963 führte. Lissner verstarb 1970 in Freiberg und wurde auf dem Donatsfriedhof beigesetzt.

## Schriften (Auswahl)
- mit Eduard Donath: Kohle und Erdöl. Verlag Enke, Stuttgart 1920.
- mit Otto Brunck: Quantitative Analyse. 1936.
- mit Hans-Georg Schäfer: Die Chemie der Braunkohle. 1953–1956.

## Ehrungen
- Nationalpreis der DDR (1952)
- Hervorragender Wissenschaftler des Volkes (1955)
- Ordentliches Mitglied der Sächsischen Akademie der Wissenschaften und der Deutschen Akademie der Wissenschaften
- Clemens-Winkler-Medaille (1958)
- Ehrensenator der Bergakademie Freiberg (1960)
- Ehrenbürger der Stadt Freiberg (1965)